# Saints-Geosmes
Saints-Geosmes – miejscowość i gmina we Francji, w regionie Grand Est, w departamencie Górna Marna. W 2013 roku populacja gminy wynosiła 968 mieszkańców.
1 stycznia 2016 roku połączono dwie wcześniejsze gminy: Saints-Geosmes oraz Balesmes-sur-Marne. Siedzibą gminy została miejscowość Saints-Geosmes, a nowa gmina przyjęła jej nazwę.

## Populacja

Populacja Saints-Geosmes w latach 1962–2008